# Outokumpu (Finlandia)
Outokumpu es una ciudad y municipio de Finlandia ubicado en la región de Carelia Septentrional.
En 2022, el municipio tenía una población de 6454 habitantes, de los que unos cuatro mil quinientos vivían en la propia ciudad.
Se ubica unos 40 km al oeste de la capital regional Joensuu, sobre la carretera 9 que lleva a Kuopio.

## Historia
Hasta 1956, el pueblo de Kuusjärvi era la capital municipal y daba su topónimo al municipio. La actual ciudad se fundó como un asentamiento minero de Kuusjärvi para dar servicio a una mina de cobre que estuvo operativa entre 1913 y 1989; en esta mina se descubrieron la eskolaíta y la karelianita y tuvo su origen la empresa multinacional Outokumpu. El poblado minero obtuvo derechos de mercado en 1968 y el título de ciudad en 1977.